# 莫哈末嘉沙里
丹斯里莫哈末嘉沙里（1929年2月4日—2021年8月24日），马来西亚武装部队第7任总司令。

## 生平
嘉沙里于1929年2月4日出生于柔佛州新山。他于1946年在新山著名的英语学院Maktab Sultan Abu Bakar就读中学，并于1952年在桑德斯特皇家军事学院接受军事训练。在被任命为马来西亚武装部队第七任总司令（1982–1985）之前，他曾担任马来西亚陆军总长（1977–1982）。

## 逝世
2021年8月24日10时30分，嘉沙里在吉隆坡心脏和脉管中心（CVSKL）逝世，享年92岁。随后被安葬在武吉加拉穆斯林公墓。